# Frank Acheampong
Frank Opoku Acheampong (Asante Mampong, 16 de outubro de 1993) é um futebolista profissional ganês que atua como atacante.

## Carreira
Frank Acheampong fez parte do elenco da Seleção Ganesa de Futebol na Campeonato Africano das Nações de 2017.

## Títulos
Gana
- Campeonato Africano das Nações: 2015 2º Lugar.